# Guerra dels Æsir–Vanir

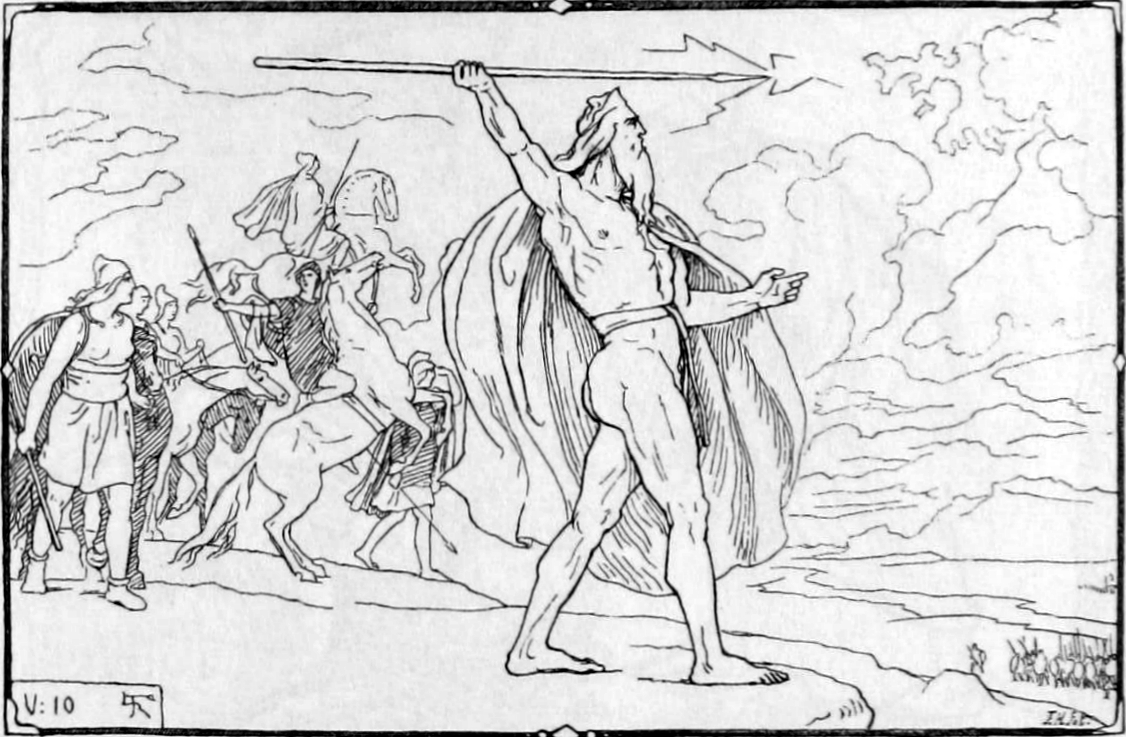
Odin llença la seva llança a l'host dels Vanir (1895), per Lorenz Frølich.

A la mitologia nòrdica la Guerra dels Æsir-Vanir va ser una guerra que va tenir lloc entre el Aesir i els Vanir, dos grups de déus. La guerra va acabar desembocant en la unificació de les dues tribus en una sola tribu de déus. La guerra és un esdeveniment important en la mitologia nòrdica, i les conseqüències de la guerra i la possibilitat de la historicitat que envolten les descripcions de la guerra són una qüestió d'una gran quantitat de debat acadèmic i teories.
Informació fragmentada sobre la guerra apareix en algunes fonts que han sobreviscut. La guerra es descriu a la Völuspá, un poema recollit a la Edda poètica al segle xiii a partir de fonts tradicionals anteriors, en el llibre Skáldskaparmál, a la Edda prosaica, escrita al segle xiii per Snorri Sturluson, i també, de forme eufemistica, a la saga dels Ynglings de la Heimskringla, també escrita per Snorri Sturluson al segle xiii.

## Els documents

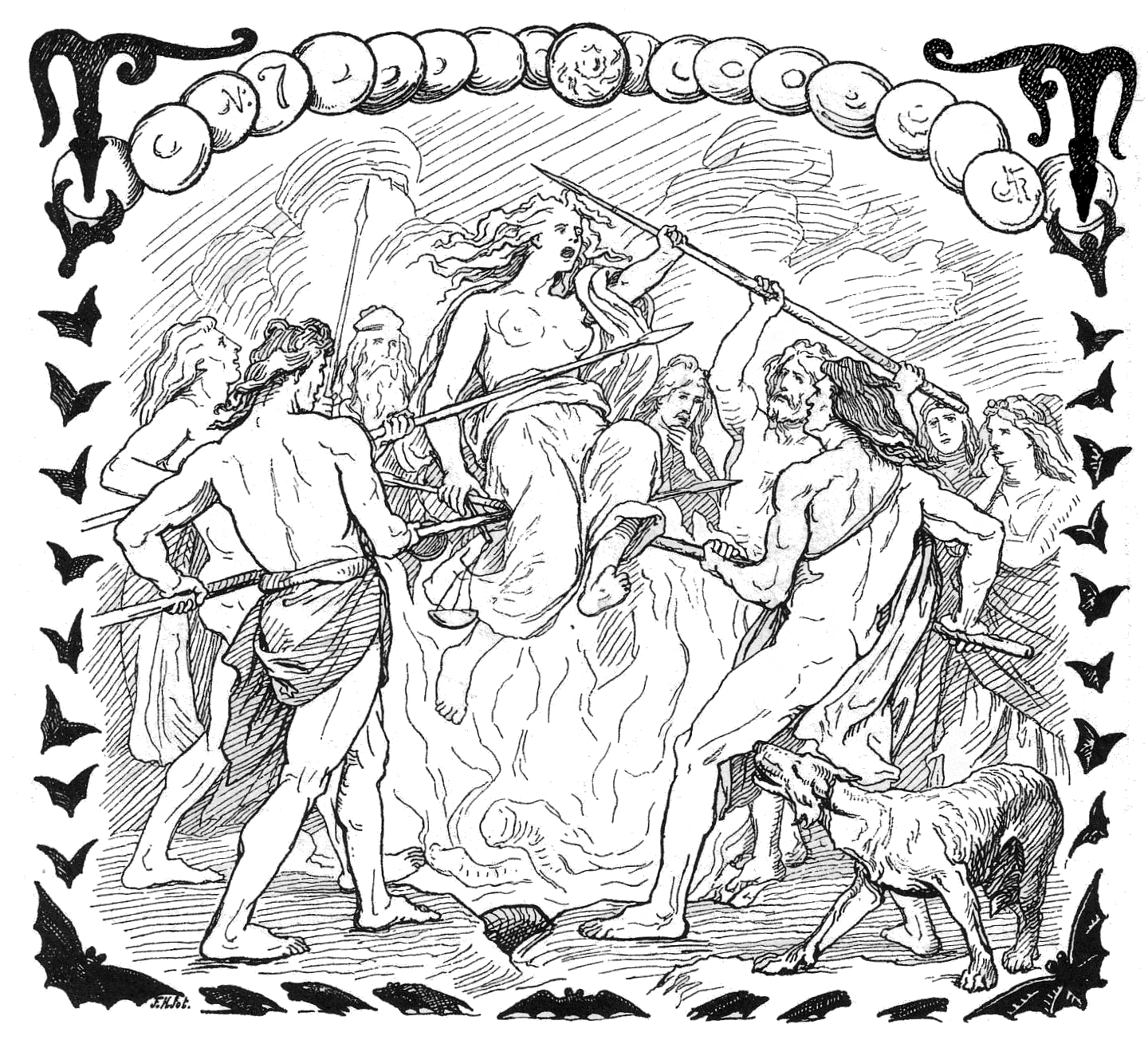
Gullveig és executada (1895). Lorenz Frølich

Els següents documents proporcionen informació sobre la guerra:

### Edda poètica

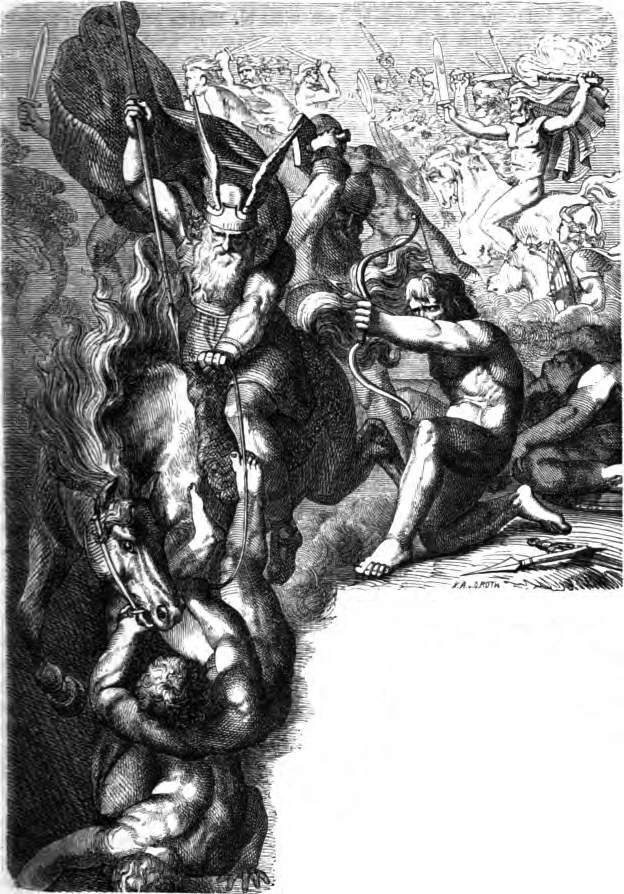
Els Aesir contra els Vanir. 1882. Per Karl Ehrenberg.

En dues estrofes de la Völuspá, la guerra és descrita per una völva (una bruixa sàvia, practicant del seiðr, que es refereix a si mateixa aquí en tercera persona), mentre que el déu Odin pregunta. A la primera de les dues estrofes, la völva diu que es recorda de la primera guerra al món, quan Gullveig va ser apunyalada amb llances i després cremada tres vegades en una de les sales de Oðinn, però que Gullveig va renéixer tres vegades. En una estrofa més tard, la völva diu que van anomenar a Gullveig Heiðr (que significa "el brillant" o potencialment "Espurnes" o "Honor") quan ella anava a les cases, que era una völva savia, i que llançava encanteris. Heiðr realitzava seiðr (magia) quan podia, ho va fer en un tràngol, i va ser "sempre la favorita de les dones malvades."
En una estrofa més tard, la völva li diu a Oðinn que tots els poders van anar als seients de judici i van discutir si els Æsir havien de pagar una multa o si tots els déus haurien de rebre un tribut. A més, en el poema, una estrofa proporciona la darrera descripció dels esdeveniments que van envoltar la guerra. Ella diu:

Odin va disparar una llança, la va llançar sobre l'exèrcit;
Era encara la primera guerra al món.
El mur de defensa de la fortalesa del Æsir es va trencar;
Els Vanir, indomables, trepitjaven la plana.

Aquests versos no són clars, sobretot la segona meitat de l'estrofa 23, però la batalla sembla haver estat provocada per l'entrada de Gullveig/Heiðr entre els Æsir. L'estrofa 23 relata una dificultat per arribar a una treva que va portar a la guerra total descrita a l'estrofa 24. No obstant això, la referència a "tots els déus" podria, en opinió de Lindow, indicar un moviment cap a una comunitat de la que participin tant els Æsir i els Vanir. Ursula Dronke assenyala un ampli joc de paraules amb tots els significats del nom Gildi i l'adjectiu gildr per assenyalar la qüestió fonamental de si els Æsir rendiran el seu monopoli del tribut humà i s'uniran als "massa-populars" Vanir; ja que era la seva única alternativa, els Aesir ataquen de nou.

### Edda prosaica
A la Edda prosaica, al llibre Skáldskaparmál (capítol 57), el déu Bragi explica l'origen de la poesia. Bragi diu que es va originar en la Guerra dels Æsir-Vanir quan, durant la conferència de pau, els Æsir i els Vanir van formar una treva escopint tots en una tina. Quan van marxar, els déus van decidir que no havia de ser vessada, sinó mantenir-se com un símbol de la pau i, per tant, a partir dels continguts van fer un home, Kvasir. Kvasir més tard és assassinat i de la seva sang es fa l'aiguamel de la poesia.

### Heimskringla

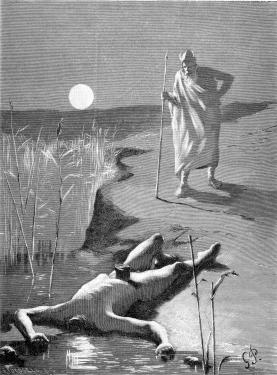
Odin cerca el cap de Mímir. Dibuix de Georg Pauli. Segle XIX

En el capítol 4 de la Heimskringla, Snorri presenta una descripció de la guerra. Snorri afirma que Oðinn va dirigir un gran exèrcit des d'Àsia ("Asaland") per atacar la gent de "Vanaland". No obstant això, d'acord amb Snorri, el poble de Vanaland estava ben preparat per a la invasió, van defensar la seva terra tan bé que la victòria estava en joc per les dues parts, i a ambdues parts es van produir enormes danys i van devastar les terres d'un i de l'altre
Escriu Snorri que les dues parts finalment, cansades de la guerra, van acordar reunir-se per establir una treva. Snorri segueix dient que les dues parts van intercanviar ostatges. Vanaland va enviar a Asaland els seus millors homes: Njörðr (el més ric) i el seu fill Freyr, a canvi de Hœnir, que es descriu aquí fort, alt i bell, i pel pensament del poble de Vanaland s'adapta bé a ser un cap. A més, Asaland envia Mímir, un home de gran enteniment i savi, a canvi de Kvasir, que Snorri descriu com l'home més savi de Vanaland.
Snorri segueix dient que, a l'arribar a Vanaland, Hœnir es va fer immediatament cap i Mímir sovint li va donar bon consell. No obstant això, quan Hœnir va ser a les reunions del Thing sense Mímir al seu costat, sempre contestava el mateix: "Deixo que els altres decideixin". A causa d'això, Vanaland sospitava que havien estat enganyats en l'intercanvi per la gent d'Asaland, pel que va prendre Mímir i el decapità, i va enviar el seu cap a Asaland. Odin va prendre el cap de Mímir, l'embalsamà amb herbes especials perquè no es podrís, i va realitzar encanteris sobre el cap, que li varen donar el poder per de amb
 ell i revelar-li secrets ocults.
Segons Snorri, Odin llavors va designar Njörðr i Freyr per ser sacerdots encarregats dels sacrificis i es van convertir en Diar ("Déus") de la població d'Asaland. Freyja, que es descriu com la filla de Njörðr, era la sacerdotessa d'aquests sacrificis, i aquí la descriu com la que va introduir el seiðr (màgia) a Asaland.

## Teories
Diverses teories envolten la Guerra Æsir-Vanir:

### Base Proto-Indo-Europea
Com els Vanir són sovint considerats déus de la fertilitat, la guerra Æsir-Vanir ha estat proposada com un reflex de la invasió sobre cultes de la fertilitat locals en les regions habitades pels pobles germànics per un culte guerrer més agressiu (els Aesir, "asiàtics"). Aquesta teoria ha estat proposada com una analogia de la invasió dels indoeuropeus. Georges Dumézil va declarar que no ha de ser entesa en qüestions d'historicitat més que qualsevol altre mite, ja que la guerra està situada abans de l'emigració de l'Orient Mitjà i, afirma, les descripcions se centren més en la treva que en detalls sobre les batalles.
Els estudiosos han citat paral·lelismes entre la Guerra dels Æsir-Vanir mb El rapte de les savines de la mitologia romana i el Mahabharata de la mitologia hindú, com a record d'una "guerra de les funcions" Proto-Indo-Europea. Explicant aquests paral·lelismes, J. P. Mallory afirma:

Bàsicament, els paral·lelismes tenen a veure amb la presència de tres estaments, el primer amb funció representativa (màgico-jurídica) i el segon amb funció guerrera, ambdós al bàndol victoriós d'una guerra que finalment dominen, e incorporen personatges derrotats d'una tercera funció, per exemple, les Savines o els nòrdics Vanir. En efecte, la Ilíada en si també ha estat examinada sota una llum similar. L'estructura última del mite, llavors, és que els tres estaments de la societat Proto-Indo-Europea es van fusionar després d'una guerra entre els dos primers en contra de la tercera.

### Altres
Molts estudiosos consideren que les figures de Gullveig/Heiðr i Freyja són la mateixa. Aquestes conclusions s'han fet a través de la comparació entre la figura de l'ús del seiðr fet per Gullveig/Heiðr a la "Völuspá i la menció de Freyja com la introductora del seiðr als Aesir al Heimskringla. Això és a vegades pres, a més, que la seva corrupció dels Aesir mitjançant la màgia va portar a l'esclat de la Guerra dels Æsir-Vanir.
Lindow diu que sent que encara que ambdues figures no són idèntiques, els diversos relats de la guerra semblen compartir la idea d'una entrada perjudicial de persones en un poble. Lindow compara l'entrada de Gullveig/Heiðr als Æsir a la d'Hœnir i de Mímir entre els Vanir al Heimskringla. Lindow, a més, diu que les tres històries comparteixen la idea de l'adquisició d'eines per a la conquesta de la saviesa, la pràctica de seiðr en dos d'elles i el cap de Mimir en una

### En la cultura popular
La lletra de la cançó "Guerra dels Déus" de la banda de death metal suec Amon Amarth detalla les circumstàncies de la Guerra Æsir-Vanir.